# ملعب حلب الدولي
ملعب حلب الدولي (بالإنجليزية: Aleppo International Stadium)‏ هو ملعب متعدد الأغراض مغطى يقع بمنطقة الحمدانية في محافظة حلب بسوريا. افتتح الملعب الذي تبلغ سعته 75 ألف متفرج -وهو الأكبر في سوريا- في 17 أبريل 2007. يستخدم حاليًا في الغالب لمباريات كرة القدم، فهو الملعب الأساسي لنادي الاتحاد،و نادي الحرية لكن يحدث وأن يستضيف الملعب بعض مباريات المنتخب السوري لكرة القدم مع الملعب الأساسي للمنتخب ألا وهو ملعب العباسيين في العاصمة دمشق. يعتبر ملعب حلب الدولي أكبر ملعب في سوريا والمنطقة العربية،[بحاجة لمصدر] وهو أحد المنشآت التابعة لمدينة الحمدانية الرياضية. يستخدم الآن كمقر تدريب لنادي الاتحاد الحلبي. ويحتل ترتيباً متقدماً على الصعيد الآسيوي، ويتميز بفخامته وتجهيزاته المتطورة.

## نظرة إجمالية
بلغت الكلفة الاجمالية لبناء الاستاد حوالي مليار وأربعمائة مليون ليرة سورية أي مايعادل /28/ مليون دولار، وذلك بعد فترة إنشاء قياسية وصلت إلى 27 عاماً أي تسعة آلاف وسبعمائة وعشرين يوماً، إذ كان يفترض به أن يكون جاهزاً لدورة ألعاب البحر الأبيض المتوسط التي استضافتها الجمهورية العربية السورية عام 1987
مصمم الاستاد هو البولندي المستر كوش والذي وضع تصميماً كاملاً لمدينة الحمدانية الرياضية منذ عام 1980 وقام بزيارة الاستاد قبل سنتين من إتمام الإنجاز وأبدى رضاه عن حسن تنفيذ العمل على أرض الواقع.
توقفت أعمال البناء لأكثر من مرة ولأسباب مختلفة أغلبها مالية، إلا أن الأعمال عرفت نشاطاً ملحوظاً منذ العام 2003 بعد توجيهات رئاسية لناحية الإسراع بإنجاز الاستاد وإزالة المعوقات المادية والفنية.
تم افتتاح الاستاد بحضور الرئيس السوري بشار الأسد يرافقه رئيس وزراء تركيا رجب طيب أردوغان في مباراة ودية بين نادي الاتحاد ونادي فرنربهشه التركي وانتهت المباراة بالتعادل الإيجابي 2-2.

## استاد حلب الدولي بالأرقام
السعة : 75 ألف متفرج.
بلغت عقود المدينة الرياضية حتى الآن (5,3) مليار ليرة سورية وتبلغ مساحة المدينة (33) هكتاراً ومساحة الاستاد (5,3) هكتارات.

### اللوحة الإلكترونية
اللوحة الإلكترونية في الميدان من صنع شركة أوديتلو الأسبانية وقيمة عقدها (138) مليون ليرة سورية أي ما يعادل /2.76/ مليون دولار. وزنها (10) أطنان وأبعادها (15x7)م وتتألف من تسعة أجزاء : ثلاثة للساعة الرقمية، وستة للشاشة الفيديوية ومزودة بنظام إنذار عن الحريق ونظام إطفاء ونظام تبريد داخلي ونظام تحكم موجود في غرفة التحكم الرئيسية. يمكن استخدامها لخدمة مباريات كرة القدم ومسابقات ألعاب القوى.
والإعادة الفيديوية

### نظام الصوت
قدم النظام الصوتي من قبل شركة الكتروفويس الألمانية بقيمة عقد (180) مليون ليرة سورية: مايعادل قيمته/3.52/ مليون دولار. ويتألف من نظام صوتيات متطور مصنف أولمبياً ومزود بنظام ترجمة فورية.

### مضمار الجري
مضمار الجري (التارتان) قد نفذته شركة (BSW) الألمانية وقيمة عقده (91) مليون ليرة سورية مايعادل /1.8/ مليون دولار. تم الحصول على شهادة التصنيف (GLASS ONE) الممنوحة من اللجنة الأولمبية الدولية.

### الكراسي
الكراسي البلاستيكية الملونة جميلة الألوان فهي صناعة تركية من شركة سبورسان وقيمة العقد (95) مليون ليرة سورية وسعر الكرسي (1032) ليرة سورية وهي ذاتية الانطواء ومقاومة لأشعة الشمس، وهناك كراسِ خاصة بالمنصة الرئيسية.

### قاعة التشريفات
قيمة عقدها (38) مليون ليرة سورية نفذتها شركة الإسكان العسكرية تحتوي على الصالة الرئاسية وصالة لكبار الزوار والمسؤولين وغرف خدمة وغرف للمرافقة وبهو، وتم تجهيز هذه الصالات بما يتناسب مع وضعية هذه الصالات من إكساء وديكور وفرش، وتم إكساء جدران وسقف الصالة الرئاسية بأعمال خشبية مدهونة بدهان عجمي وكسيت صالة كبار الزوار والمسؤولين والبهو بأعمال خشبية ملبسة بقشور السنديان مع البخ.

### أرض الملعب
من الرول العشبي مع شبكة ري بكلفة (930,1) مليون ليرة سورية، وتبلغ كلفة صيانته سنوياً (5,2) مليون ليرة سورية.

### تجهيزات ألعاب القوى
من صنع شركة شيلون البلجيكية تتضمن أجهزة تسجيل وقياس وشاشات عرض النتائج ويمكن ربطها مع اللوحة الإلكترونية.

### الأعمال المدنية والصحية والكهربائية والميكانيكية
وأخيراً الأعمال المدنية والصحية والكهربائية والميكانيكية والتي نفذتها شركة الإسكان العسكرية بمجموع قدره (406,084,1) مليون ليرة سورية.
تعد مظلة استاد حلب الدولي ثاني أكبر مظلة إسمنتية مسبقة الصنع في العالم. تم تركيب /400/ مصباح كهربائي حول الوجه الداخلي للمظلة لإضاءة الاستاد وتم توفير ثلاث مولدات كهربائية لهذا الغرض فإذا حدث عطل طارئ بمحطة الكهرباء الرئيسية فإن المولدة الأولى تغذي كامل المصابيح بشكل ألي وبأقل من ثانية، وإذا ما تعرضت هذه المولدة لأي ضغط فإن المولدة الثانية والثالثة ستكونان بجاهزية تامة للحلول مكان الأولى.
يحتل ستاد حلب الدولي المرتبة الثانية عشر آسيوياً من حيث السعة بعد كل من :
1. الهند Narendra Modi Stadium
2. كوريا الشمالية Rungrado 1st of May Stadium
3. ماليزيا Bukit Jalil National Stadium
4. الهند Salt Lake Stadium
5. اندونيسيا Jakarta International Stadium
6. ماليزيا Shah Alam Stadium
7. اليابان Japan National Stadium
8. الصين Guangdong Olympic Stadium
9. الصين Beijing National Stadium
10. الصين Hangzhou Sports Park Stadium
11. إيران Azadi Stadium
12. إندونيسيا Gelora Bung Karno Main Stadium

## صور

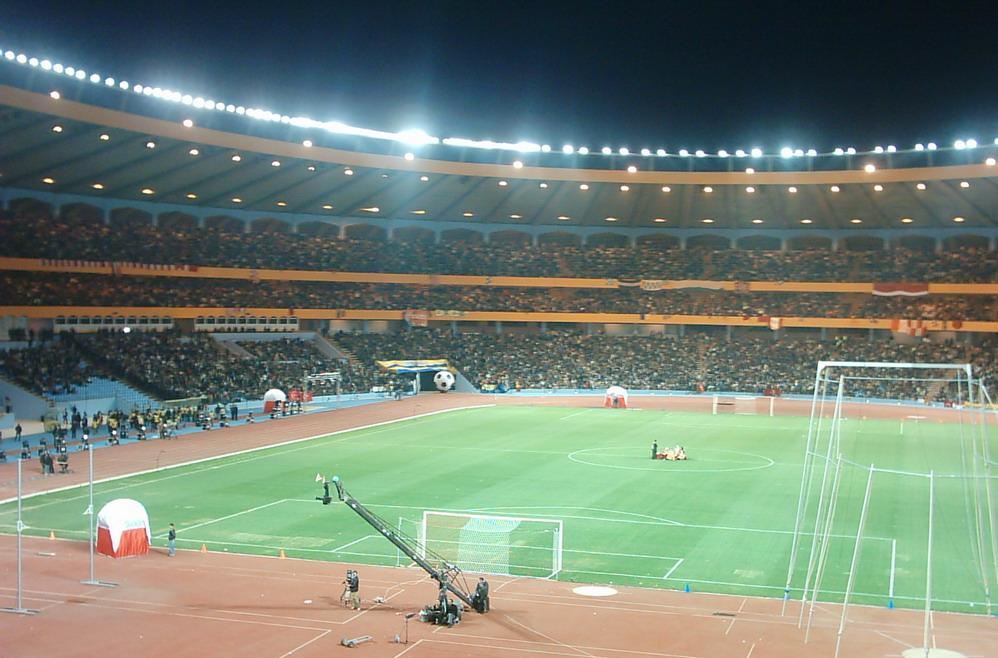
الملعب أثناء الليل

- T . S . W

## وصلات خارجية
- Worldstadiums.com